# Team Merzario
Team Merzario était une écurie de Formule 1 fondée en 1977 par le pilote automobile Arturo Merzario. Le Team Merzario a participé à 14 épreuves de championnat du monde de 1977 à 1980 sans parvenir à inscrire de point. La meilleure qualification d'une Merzario est une 20e place obtenue lors du Grand Prix d'Argentine 1978 par Arturo Merzario. 

## Historique

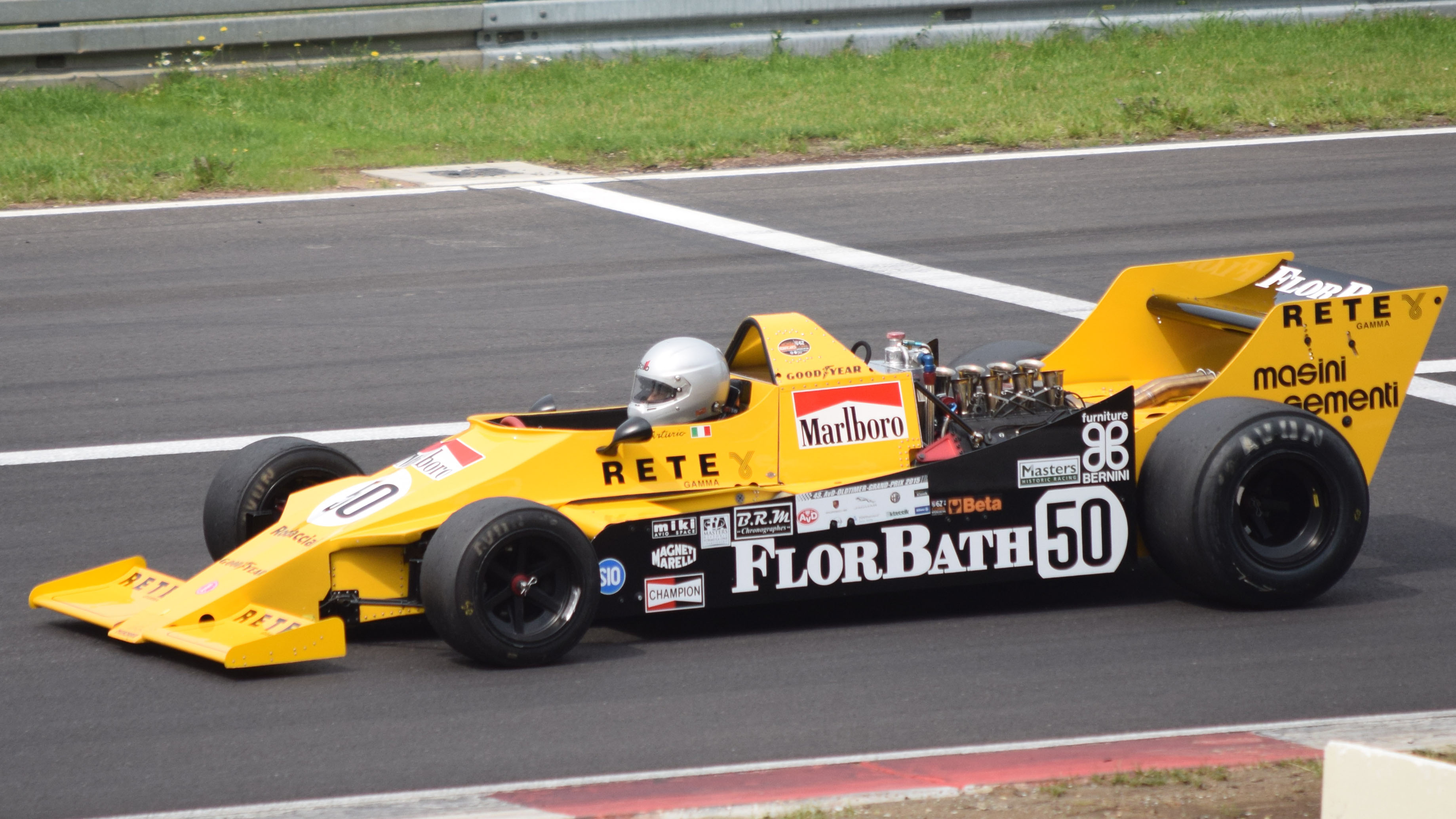
La Merzario A2 de 1979 en démonstration au Nurburgring en 2015.

Ex-pilote Ferrari et Williams, Arturo Merzario ne parvient pas à signer de contrat avec une écurie officielle à l'orée de la saison 1976. Il parvient finalement à décrocher un volant au sein de l'écurie semi-privée Ovoro qui engage des March 761. La saison est catastrophique au sein d’Ovoro, Merzario ne parvenant à se qualifier qu’à six reprises (en fond de grille) et ne recevant le drapeau à damiers qu’en France où il se classe 9e. Frank Williams, son ex-patron l’appelle à la rescousse pour pallier le départ de Jacky Ickx, pour Ensign. Au sein du désormais Walter Wolf Racing, Merzario dispute les sept derniers Grands Prix de la saison et revit le même calvaire qu’en début d’année : au volant de la FW05 il ne peut réaliser que des qualifications poussives et ne parvient jamais à terminer une seule course. Les résultats désastreux de la saison 1976 ont définitivement terni la réputation de pilote de Formule 1 de Merzario, par ailleurs excellent pilote en Sport-prototypes. S’il avait au moins réussi à attirer l’attention d’une modeste écurie privée en 1976, son avenir semble définitivement bouché pour la saison à venir.
En  1977, désireux de poursuivre sa carrière en Formule 1, Merzario est contraint de monter sa propre écurie, le Team Merzario. L’équipe n’aligne bien évidemment qu’une seule monoplace, en l’occurrence une March 761B, modeste évolution de la piètre monoplace engagée par Ovoro l’année précédente. En 5 qualifications en championnat du monde, Arturo ne termine que le Grand Prix de Belgique à une anonyme 14e place. Dépité par les résultats de son écurie, il effectue même une pige pour Shadow en Autriche où il remplace Riccardo Patrese.  
En 1978, Merzario décide de passer à l’échelon supérieur en construisant sa propre monoplace. De patron-pilote, il devient concepteur-constructeur-patron-pilote. Il fait appel à Guglielmo Bellasi, qui avait créé sa propre écurie de Formule 1 (Silvio Moser Racing Team-Bellasi) quelques années auparavant pour l’aider à concevoir et construire la Merzario A1, qui se veut très ambitieuse puisque prévue pour exploiter la nouvelle technique découverte par Colin Chapman, l’effet de sol. La première wing-car du duo Merzario-Bellasi est un échec, elle est trop lourde et mal finie aérodynamiquement ce qui est en totale contradiction avec le principe même de l’effet de sol. L'A1 ne parvient à prendre le départ que de 8 épreuves dans la saison et ne reçoit le drapeau à damiers qu’au Grand Prix de Suède à Anderstorp, mais avec 8 tours de retard sur Niki Lauda, Merzario n’est pas classé.
Arturo Merzario décide toutefois de poursuivre au volant de ses propres monoplaces en 1979. L’A1B, modeste évolution de sa devancière est engagée à quatre reprises, qualifiée deux fois et ne rejoint jamais l’arrivée. À partir du Grand Prix d’Espagne, la nouvelle A2, conçue elle par Giorgio Valentini, est engagée à trois reprises mais ne franchit jamais l’étape des qualifications. Il en ira de même avec l’A4 (conçue par Giampaolo Dallara) qui rate à sept reprises les qualifications. 
En 1980, Arturo Merzario tente à nouveau de briller en Formule 1 et développe une nouvelle monoplace, la M1. La voiture semble enfin digne de participer au championnat mais Merzario ne réussit pas à la finaliser avant le début de la saison. C’est seulement lors de la cinquième manche, en Belgique, qu'il envisage de s’engager mais ne peut finalement pas tenir les délais. Merzario renonce alors à s’engager en Formule 1, modifie sa voiture pour l’engager en Formule 2 où elle ne brillera jamais. Il met alors un terme à sa carrière de pilote de Formule 1 et abandonne son écurie. Il retrouvera plus tard le chemin des circuits, mais uniquement comme pilote.

## Résultats en championnat du monde de Formule 1
| Saison | Écurie        | Châssis                              | Moteur           | Pneus    | Pilotes                                | Grands Prix disputés | Points inscrits | Classement |
| ------ | ------------- | ------------------------------------ | ---------------- | -------- | -------------------------------------- | -------------------- | --------------- | ---------- |
| 1977   | Team Merzario | March 761B                           | Ford-Cosworth V8 | Goodyear | Arturo Merzario                        | 4                    | 0               | Non classé |
| 1978   | Team Merzario | Merzario A1                          | Ford-Cosworth V8 | Goodyear | Arturo Merzario Alberto Colombo (en)   | 8                    | 0               | Non classé |
| 1979   | Team Merzario | Merzario A1B Merzario A2 Merzario A4 | Ford-Cosworth V8 | Goodyear | Arturo Merzario Gianfranco Brancatelli | 2                    | 0               | Non classé |
| 1980   | Team Merzario | Merzario M1                          | Ford-Cosworth V8 | Goodyear | Arturo Merzario                        | 0 (1 forfait)        | 0               | Non classé |